# Џелфа (покрајина)
Џелфа (арап. ولاية الجلفة}), једна је од 48 покрајина у Народној Демократској Републици Алжир. Покрајина се налази у централном делу земље у појасу између планинског венца Сахарског Атласа и пустиње Сахаре.
Покрајина Џелфа покрива укупну површину од 66.415 km² и има 1.223.223 становника (подаци из 2008. године). Највећи град и административни центар покрајине је град Џелфа.